# Pożar w klubie nocnym w Oakland

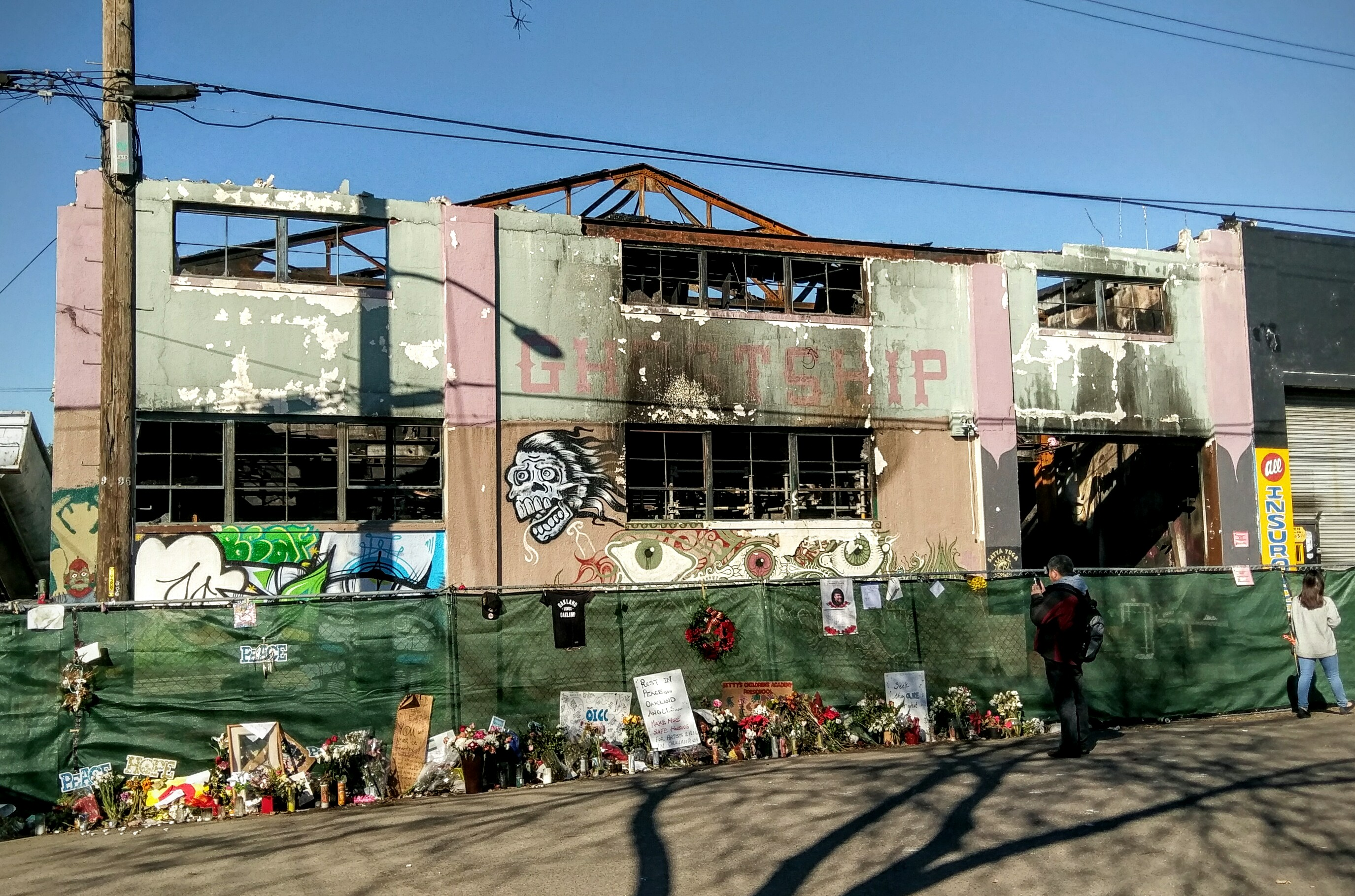
Budynek klubu 20 dni po pożarze

Pożar w klubie nocnym w Oakland – pożar, który wybuchł 2 grudnia 2016 w czasie imprezy muzycznej zorganizowanej w klubie nocnym Oakland Ghost Ship, mieszczącym się na terenie dawnego magazynu w Oakland w Kalifornii.
W chwili wybuchu pożaru trwał występ grupowy Golden Donna, na którym przebywało około 100 osób. W pożarze zginęło 36 osób, w tym cudzoziemcy i Cash Askew – muzyk zespołu muzycznego Them Are Us Too.

## Reakcje
Burmistrz Oakland Libby Schaaf nazwał pożar ogromną katastrofą. Gubernator Kalifornii Jerry Brown złożył kondolencje rodzinom ofiar.
Drużyny baseballowa Oakland Athletics i futbolowa Oakland Raiders postanowiły przekazać w ramach pomocy finansowej poszkodowanym 30 000 dolarów.